# اعصاب کمری
اعصاب کمری (به انگلیسی: Lumbar Nerves)، پنج جفت از اعصاب نخاعی اند که از مهره‌های کمری نشأت می گیرند. این اعصاب، به بخش های خلفی و قدامی منشعب می شوند.